# Pseudophilomedes polyancistris
Pseudophilomedes polyancistris är en kräftdjursart. Pseudophilomedes polyancistris ingår i släktet Pseudophilomedes och familjen Philomedidae. Inga underarter finns listade i Catalogue of Life.